# آخورلي
آخورلي (بالتركية: Ahırlı)‏ هي بلدة ومُديريَّة تقع في ولاية قونية بتركيا. تصل مساحتها إلى 421.2 كم²، وترتفع عن سطح البحر حوالي 1179 م.